# Museu d'Art Ohara

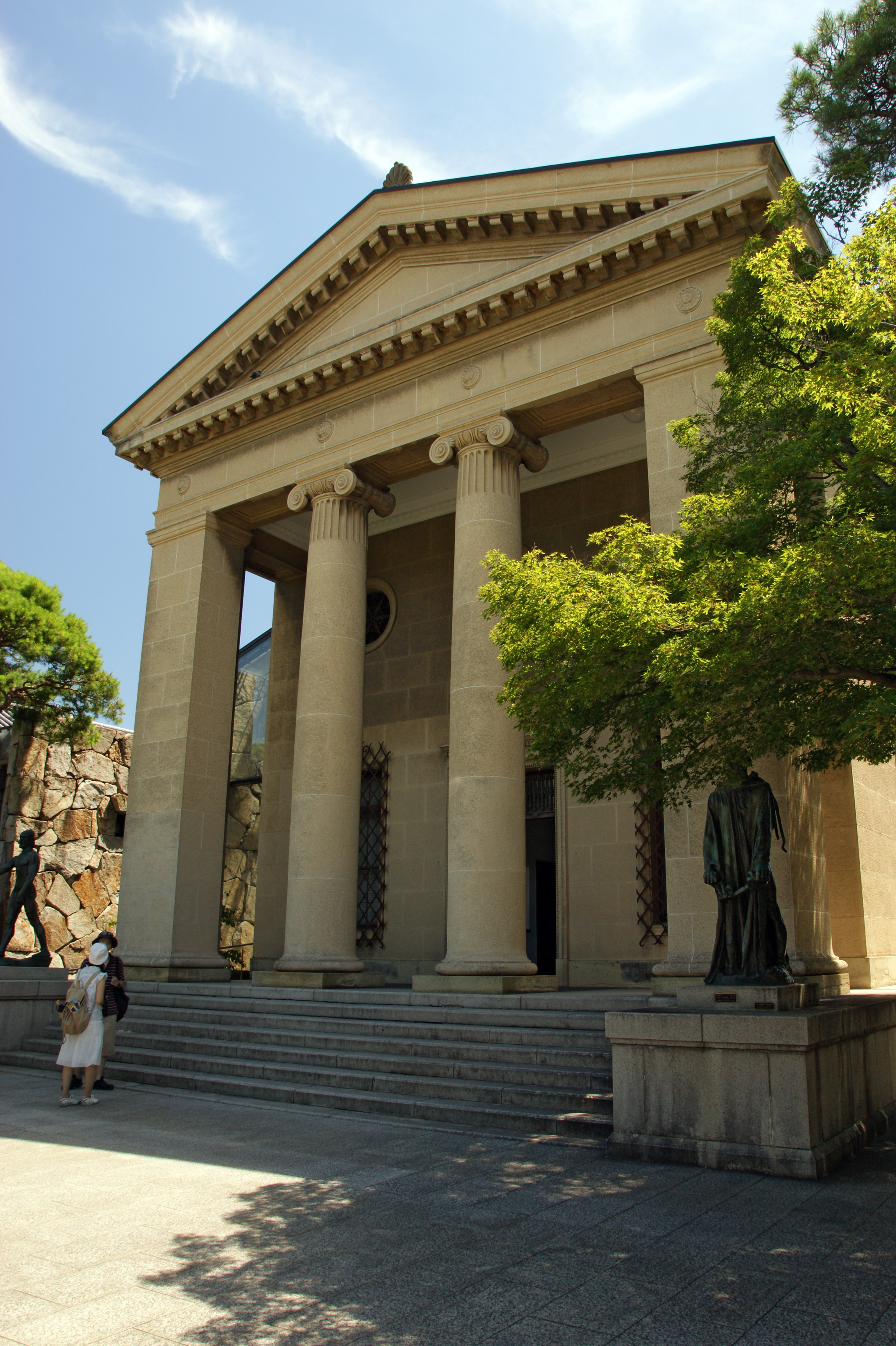
Museu d'Art d'Ōhara

El Museu d'Art Ohara (Ohara Museum of Art (大原美術館, Ōhara Bijutsukan) a Kurashiki va ser la primera col·lecció d'art occidental que es va exhibir permanentment al Japó. El museu va obrir les portes el 1930 i originalment consistia gairebé exclusivament en pintures i escultures franceses dels segles XIX i XX. La col·lecció s'ha ampliat per a incloure pintures del Renaixement italià i del segle XVII holandès i flamenc. També s'inclouen en la col·lecció artistes estatunidenques i italians coneguts del segle xx.
La base de la col·lecció estava formada per Ōhara Magosaburō seguint el consell del pintor japonès Kojima Torajirō (1881–1929) i l'artista francès Edmond Aman-Jean (1860–1935).
El 1961 es va afegir una ala per a les pintures japoneses adquirides de la primera meitat del segle XX: Fujishima Takeji, Aoki Shigeru, Kishida Ryūsei, Koide Tarushige i altres. El mateix any, es va obrir una ala per a terrisseries de Kawai Kanjirō, Bernard Leach, Shōji Hamada, Tomimoto Kenkichi i altres. El 1963 es va afegir una ala per als talls de fusta de Munakata Shikō i les tintures de Serisawa Keisuke. Avui les dues últimes ales es combinen com Craft Wing (Kōgei-kan). El 1972 es va inaugurar el Saló Commemoratiu Kojima Torajirō a la Plaça d'Ivori de Kurashiki.

## Artistes seleccionats
- El Greco (Anunciació)
- Pierre Puvis de Chavannes
- Camille Pissarro
- Edgar Degas
- Claude Monet (Lliris d'aigua)

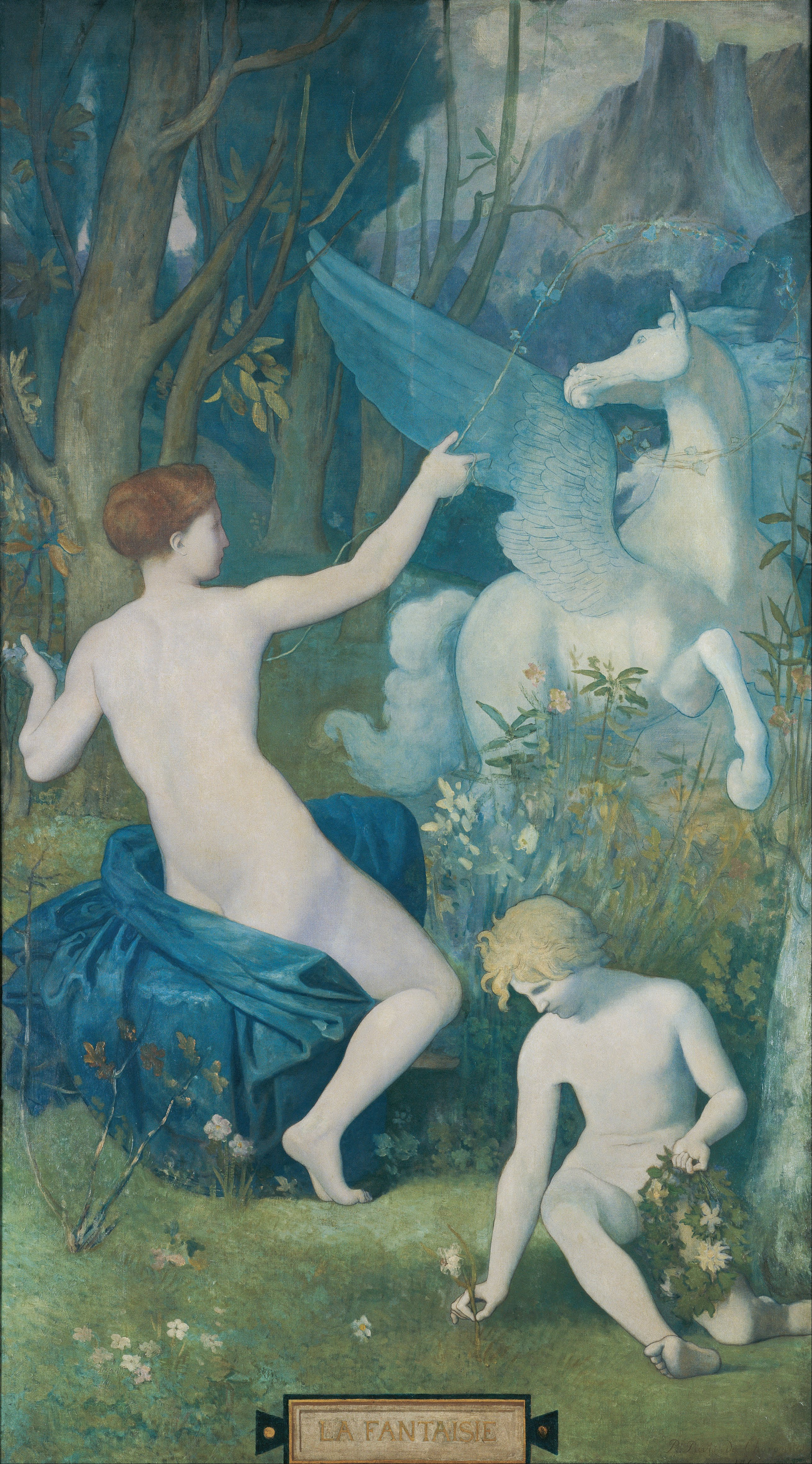
Pierre Puvis de Chavannes - Fantasia, Museu d'Art d'Ohara

- Pierre-Auguste Renoir (Història de la vida)
- Paul Gauguin
- Giovanni Segantini
- Henri de Toulouse-Lautrec
- Amedeo Modigliani
- Pablo Picasso
- Jackson Pollock
- Maurice Utrillo
- Giorgio de Chirico
- Georges Rouault
- Henri Matisse
- Pierre Bonnard
- Jasper Johns
- Auguste Rodin
- Narashige Koide
- Yuzo Saeki
- Fujishima Takeji
- Ryuzaburo Umehara
- Sōtarō Yasui
- Shikō Munakata
- Tadanori Yokoo

## Accés
- Transport públic

El Sanyo Shinkansen fins a l'estació d'Okayama. Canvi a la línia Sanyo fins a l'estació de Kurashiki. El museu és a uns 15-20 minuts caminant.